# Bombardements en France durant la Seconde Guerre mondiale
 (juin 2025).

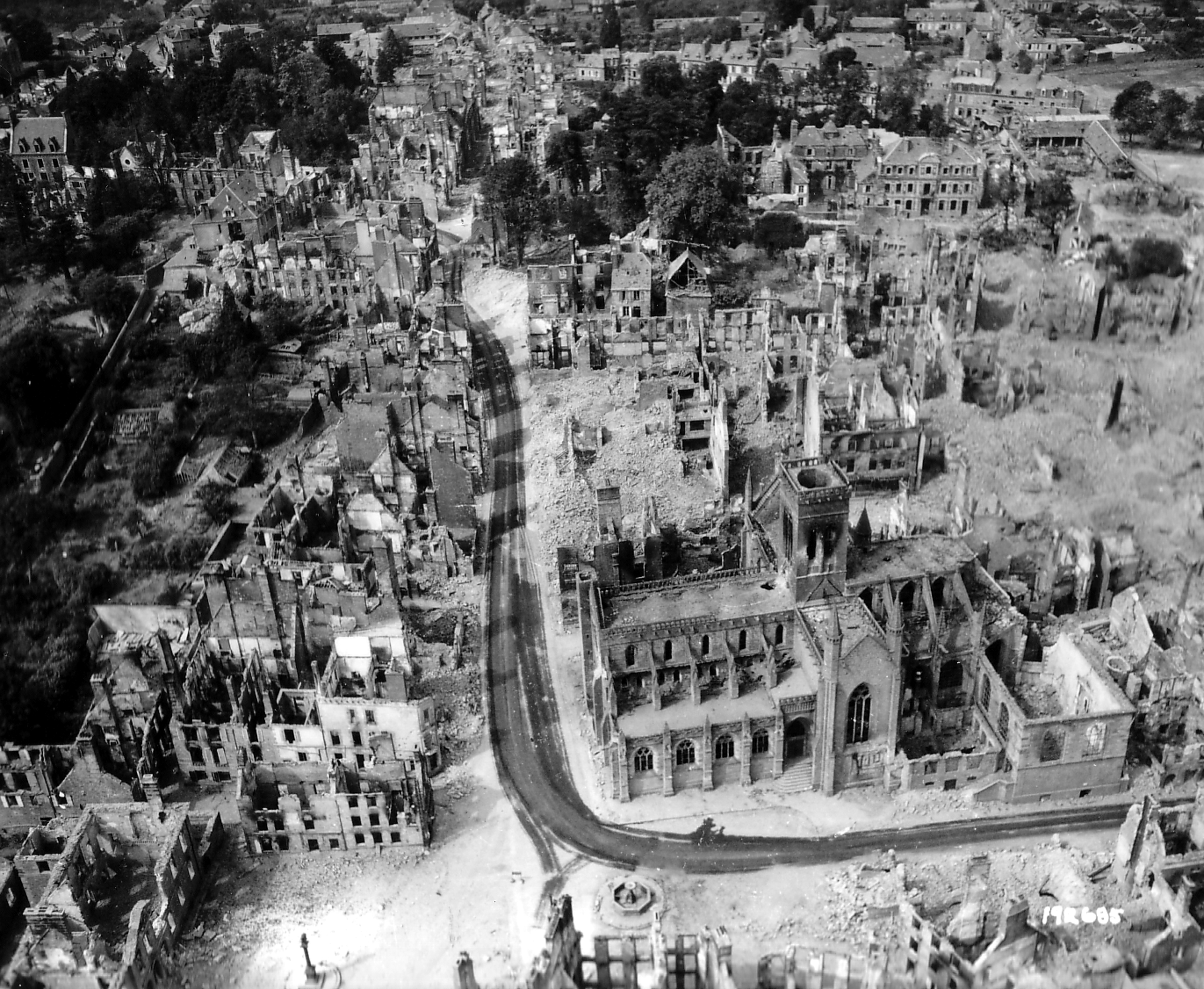
Vue aérienne des bombardements de Vire en 1944.

Les bombardements en France durant la Seconde Guerre mondiale entrent dans le cadre des bombardements stratégiques qui ont essentiellement pour but de toucher les centres économiques du pays occupé par l'Allemagne nazie (ports, aérodromes, usines, centres urbains). Ils posent des questions d'ordre militaire, politique et moral.

## Bombardements allemands
Pendant la campagne de France, en mai-juin 1940, les villes du nord de la France (Boulogne-sur-Mer, Dunkerque, mais aussi Amiens, Beauvais) sont anéanties par les bombardements allemands. En une seule nuit, Beauvais perd 62 de ses 80 monuments historiques. Dunkerque est la deuxième ville de l'histoire, après Guernica, à être détruite par des bombes incendiaires. 
Entre 1940 et 1944, douze attaques touchent Paris, mais les bombardements de la banlieue ont été plus nombreux. La première (3 juin 1940) et les dernières attaques (entre le 26 août à la Libération de Paris et le 26 décembre 1944) sont le fait de l’aviation allemande et des V1 et V2.

## Bombardements alliés
Entre la victoire de l'Allemagne nazie après la bataille de France et la libération du pays, les Alliés — dont les Forces aériennes françaises libres — ont bombardé de nombreux sites en France.
En tout, 1 570 villes ont été bombardées par les Alliés entre juin 1940 et mai 1945.
Le nombre total de morts civils est de 68 778 hommes, femmes et enfants.
Le nombre total de blessés est supérieur à 100 000.
Le nombre de maisons complètement détruites durant les bombardements est de 432 000 et le nombre de maisons partiellement détruites est de 890 000.
Les villes les plus détruites :
- Saint-Nazaire (Loire-Atlantique) : 100 % ;
- Modane (Savoie) : 100 % ;

- Tilly-la-Campagne (Calvados) : 96 % ;
- Calais (Pas-de-Calais) : 95% ;
- Vire (Calvados) : 95 % ;
- Le Portel (Pas-de-Calais) : 94 % ;
- Dunkerque (Nord) : 90 % ;
- Villers-Bocage (Calvados) : 88 % ;
- Boulogne-sur-Mer (Pas-de-Calais) : 85% ;
- Royan (Charente-Maritime) : 85 % ;
- Le Havre (Seine-Maritime) : 82 % ;
- Beauvais (Oise) : 80 % ;
- Lorient (Morbihan) : 80 % ;
- Brest (Finistère) : 80 % ;
- Saint-Lô (Manche) : 77 % ;
- Falaise (Calvados) : 76 % ;
- Lisieux (Calvados) : 75 %.

Les bombardements en Normandie avant le 6 juin 1944, le jour même du débarquement et après, furent particulièrement dévastateurs. L'historien français Henri Amouroux dans La Grande Histoire des Français sous l'occupation déclare que les bombardements anglo-américains ont fait alors environ 52 000 victimes :  20 000 civils furent tués dans le Calvados, 14 800 dans la Manche, 10 000 en Seine-Inférieure, 4 200 dans l'Orne, 3 000 dans l'Eure.
Pour comparaison, au cours de l'année 1943, 7 458 civils français meurent des bombardements effectuées par la Royal Air Force et l'United States Army Air Forces.
Les bombardements alliés les plus meurtriers durant l'occupation allemande sont :
- Dunkerque, 27 mai 1940 : plus de 1000 morts (surtout civils)
- Boulogne-Billancourt 2–3 mars 1942, plus de 600 morts ,
- Le Creusot, 17 octobre 1942 et 20 juin 1943, 350 morts,
- Saint-Nazaire 9, 14, 17 et 18 novembre 1942, 228 morts,
- Rennes 8 mars 1943, 299 morts,
- Boulogne-Billancourt 4 avril 1943, 403 morts,
- Le Portel 8 septembre 1943, 510 morts,
- Banlieue ouest de Paris 9 et 15 septembre 1943, 395 morts,
- Nantes 16 et 23 septembre 1943, 1 247 morts,
- Toulon 24 novembre 1943, 450 morts,
- Lille 9 et 10 avril 1944, 600 morts,
- Rouen 18 et 19 avril 1944, 900 morts,
- Noisy-le-Sec 18 et 19 avril 1944, 464 morts,
- Juvisy-sur-Orge 18 et 19 avril 1944, 392 morts,
- Paris 20 et 21 avril 1944, 670 morts,
- Cambrai du 27 avril au 18 août 1944, 250 morts
- Sartrouville 27 et 28 mai 1944, 400 morts,
- Orléans 19 et 23 mai 1944, 300 morts,
- Saint-Étienne 26 mai 1944, plus de 1 000 morts,
- Lyon 26 mai 1944, 717 morts,
- Marseille 27 mai 1944, 1 752 morts,
- Avignon 27 mai 1944, 525 morts,
- Rouen 30 mai au 5 juin 1944, 500 morts,
- Lisieux 6 et 7 juin 1944, 700 morts,
- Vire 6 et 7 juin 1944, 400 morts,
- Caen 6 et 7 juin 1944, plus de 1 000 morts,
- Fougères 6 et 8 juin 1944, 289 morts,
- Le Havre 5 au 11 septembre 1944, plus de 2 000 morts,
- Strasbourg 25 septembre 1944, 567 morts,
- Royan 5 janvier 1945, 1 700 morts
- Mayenne, 8 juin 1944, 350 morts

Le 27 mai 1944, les bombardements alliés firent 3 012 victimes civiles à Marseille, Avignon, Nîmes, Amiens, Sartrouville, Maisons-Laffitte et Eauplet,.